# フェラーリ・250MM
フェラーリ・250MM（Ferrari 250MM）は1953年にフェラーリによって製造されたレーシングカーである。
エンジンは、250Sに搭載された3.0L コロンボエンジンを改良したものを搭載している。車名のMMとは「ミッレミリア」の略である。

## 概要
250MMには2つのボディスタイルが異なるコーチビルダーから用意された。ピニンファリーナはベルリネッタモデルをデザインした。このデザインは今後製造されるフェラーリのベルリネッタモデルの礎となった。ベルリネッタは1953年のパリモーターショーで発表された。ベルリネッタモデルの250MMは合計で18台製造された。
ヴィニャーレからはスパイダーモデルが用意された。このモデルは前期と後期でデザインに細かな違いがあり、前期モデルはオープンヘッドライトとボンネットにインテークが設置されている。後期モデルはヘッドライトにカバーが取り付けられ、ボンネットに膨らみがある。また、リアフェンダーに三角形のエアアウトレットがデザインされ、ドアラインが低くなっている。前期後期ともにヴィニャーレのチーフデザイナーを務めていたジョヴァンニ・ミケロッティがデザインした。スパイダーはベルリネッタより1年早い1952年のパリモーターショーで発表された。スパイダーは合計で12台製造された。
250MMは1962年まで世界中のレースに参戦し、多くの優勝を収めた。

## 仕様

### エンジンとトランスミッション
エンジンはフロントに縦置きで60°のコロンボV12エンジンが搭載された。73×58.8mm (2.9×2.3インチ)のボアとストロークによって総排気量2953.21ccを発揮する。圧縮比9:1の3つのウェーバー36IF/4Cキャブレターにより、最高出力240PS (177kW;237hp)/7,200rpmを発揮する。シリンダーバンク毎にオーバーヘッドカムシャフトが設置され、またシリンダー毎に2つのコイルを備えた点火プラグが使用された。250Sはシングルディスククラッチが搭載されていたが、250MMには新しくマルチディスククラッチが搭載された。
4速マニュアルトランスミッション(250Sは5速)を搭載し、最高速度は250km/h。

### シャーシ
シャーシは溶接鋼管で作られ、2,400mm (94.5インチ)の短いホイールベースが特徴である。乾燥重量はベルリネッタが900kg (1,984ポンド)、スパイダーは250Sと同じく850kg (1,874ポンド)。燃料タンク容量は150L。

### サスペンション
サスペンションは250Sと同様のものを搭載していた。フロントには独立型の不等長ウィッシュボーンとフーダイル製油圧ショックアブソーバを備えたリーフ式サスペンションが採用された。リアには半楕円板バネとフーダイル製ショックアブソーバ、ライブアクスルが取り付けられた。また、4輪ともドラムブレーキを備えている。